# Muradiye (Van)
Muradiye (en kurde Bêgirî, en arménien Բերկրի, Berkri) est un district et une ville de Turquie, située dans la province de Van à 84 kilomètres de la préfecture Van. En 2000, la population du district s'élève à 54 692 habitants.